# Wolfgang Scheffler (Historiker)
Wolfgang Scheffler (* 22. Juli 1929 in Leipzig; † 18. November 2008 in Berlin) war ein deutscher Politologe und Historiker, der besonders mit Forschungen zum Holocaust hervorgetreten ist.

## Leben
Wolfgang Scheffler wurde 1929 in Leipzig als Kind protestantischer Eltern geboren. Im Sinne der Werte der Bekennenden Kirche erzogen, waren seine Familie und er auf Distanz zum Nationalsozialismus. 1950 ging er nach West-Berlin, um an der Freien Universität zu studieren, wo er 1956 mit einer Dissertation über Parlamentarierdiäten abschloss. 
Sein eigentliches Thema war aber die Judenverfolgung im Dritten Reich. 1960 veröffentlichte er eine Broschüre zum Thema Judenverfolgung. Diese Schrift wurde in ergänzter Form wiederholt neu herausgegeben und auch von mehreren Landeszentralen für Politische Bildung in hoher Auflage an Schulen und in der Öffentlichkeit verbreitet. 1961 wurde Scheffler vom Auswärtigen Amt als wissenschaftlicher Beobachter zum Eichmann-Prozess in Jerusalem entsandt. Ab 1965 trat er als historischer Sachverständiger in NS-Prozessen auf. Seine bekanntesten Fälle waren die Treblinka-Verfahren vor dem Landgericht Düsseldorf, der Prozess gegen Albert Ganzenmüller, den Staatssekretär im Reichsverkehrsministerium und stellvertretenden Generaldirektor der Deutschen Reichsbahn sowie der Prozess gegen John Demjanjuk. 
Seit den 70er Jahren lehrte Scheffler als Lehrbeauftragter am Otto-Suhr-Institut der Freien Universität Berlin. 1986 bekam er eine Professur am Zentrum für Antisemitismusforschung der Technischen Universität Berlin. Wegen seiner wissenschaftlichen Beiträge und der Unterstützung diverser Gedenkprojekte („Topographie des Terrors“ und Gedenkstätte „Haus der Wannseekonferenz“) wurde Scheffler verschiedentlich als „Nestor der deutschen Holocaustforschung“ bezeichnet.
Zu einem heftigen öffentlichem Streit Schefflers mit Angehörigen von Überlebenden des Ghettos Riga, vertreten durch den Verein „Jewish Survivors of Latvia“ in New York, kam es Ende der neunziger Jahre. Eine 1992 bei Scheffler in Auftrag gegebene Studie über das Schicksal der Juden in Lettland verzögerte sich bedingt durch Krankheit und durch organisatorische Probleme immer wieder. Schließlich endete der Streit in einem Gerichtsverfahren. Dessen Ergebnis war, dass Scheffler die Studie nicht fertigstellen musste. Im Gegenzug zahlte er alle erhaltenen Vorschüsse in voller Höhe zurück. 2003 veröffentlichte der mittlerweile emeritierte Scheffler zusammen mit seiner Mitarbeiterin Diana Schulle eine zweibändige Dokumentation über die ins Baltikum deportierten Juden aus Deutschland, Österreich und der ehemaligen Tschechoslowakei unter dem Titel Buch der Erinnerung.

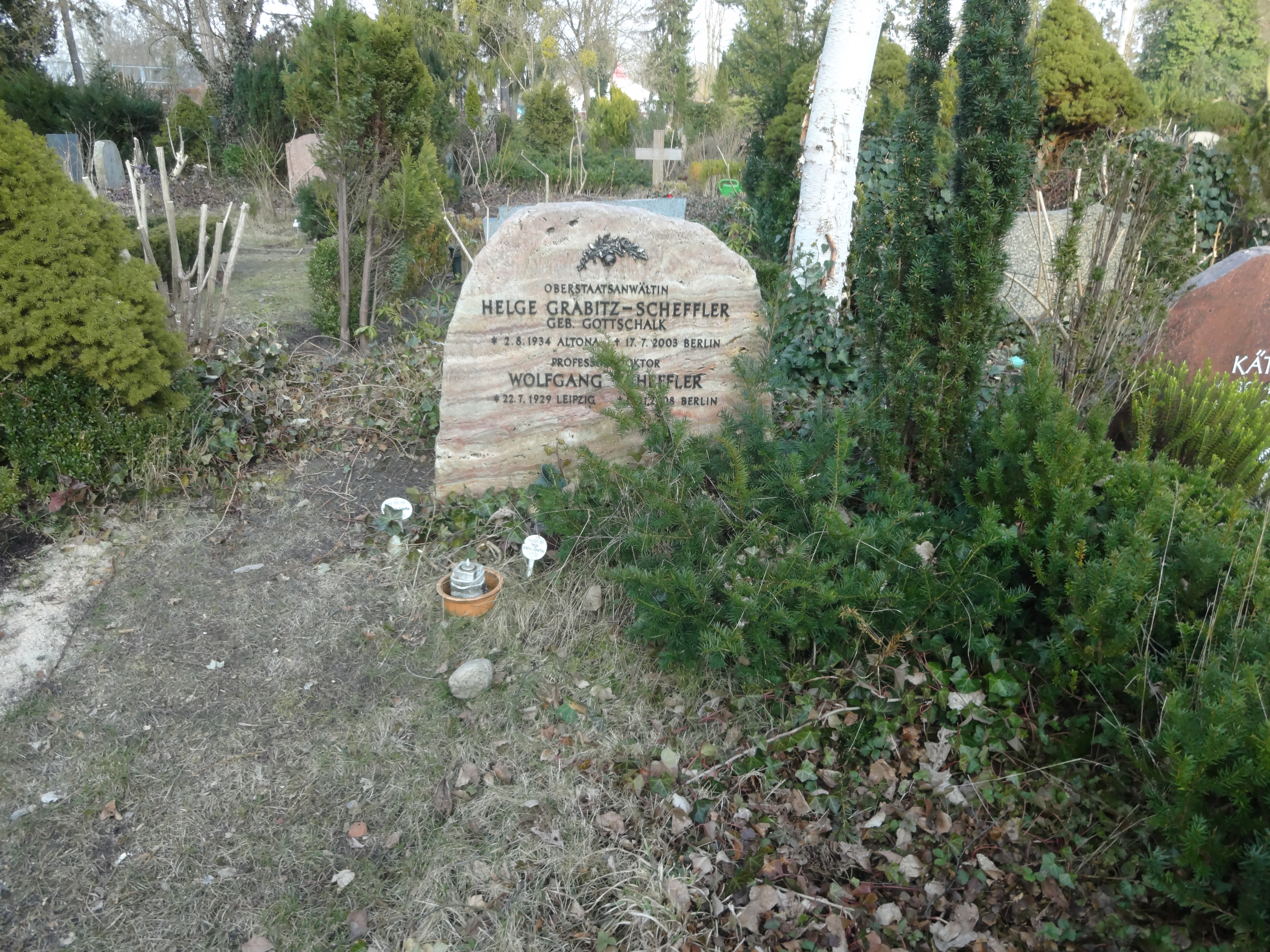
Grabstätte

Wolfgang Scheffler war in zweiter Ehe mit der Hamburger Oberstaatsanwältin Helge Grabitz verheiratet gewesen, die als Ermittlerin in NS-Prozessen tätig war und im Jahr 2003 starb. Scheffler starb im November 2008 im Alter von 79 Jahren in Berlin. Scheffler ist mit seiner Ehefrau auf dem Friedhof Zehlendorf bestattet (Feld 020-292).

## Werke (Auszug)
- Judenverfolgung im Dritten Reich, Colloquium Verlag, Berlin 1960.
- Judenverfolgung im Dritten Reich. Ergänzte und durchgesehene Neuauflage, Colloquium Verlag, Berlin 1964 [zuletzt: Berlin 1990].
- Heydrich, Reinhard. In: Neue Deutsche Biographie (NDB). Band 9, Duncker & Humblot, Berlin 1972, ISBN 3-428-00190-7, S. 73 f. (Digitalisat).
- Himmler, Heinrich. In: Neue Deutsche Biographie (NDB). Band 9, Duncker & Humblot, Berlin 1972, ISBN 3-428-00190-7, S. 172–175 (Digitalisat).
- mit Helge Grabitz: Letzte Spuren. Ghetto Warschau, SS-Arbeitslager Trawniki, Aktion Erntefest. Fotos und Dokumente über Opfer des Endlösungswahns im Spiegel der historischen Ereignisse, Ed. Hentrich, Berlin 1988.
- mit Helge Grabitz: Der Ghetto-Aufstand Warschau 1943: aus der Sicht der Täter und Opfer in Aussagen vor deutschen Gerichten, Goldmann, München 1993.
- Helge Grabitz, Justizbehörde Hamburg (Hrsg.): Täter und Gehilfen des Endlösungswahns. Hamburger Verfahren wegen NS-Gewaltverbrechen 1946–1996, Ergebnisse Verlag, Hamburg 1999, ISBN 3-87916-049-X (Im Anhang S. 163–272 veröffentlichte Oberstaatsanwältin Grabitz vier wichtige zeithistorische gerichtliche Gutachten Wolfgang Schefflers).
- mit Diana Schulle: Buch der Erinnerung. Die ins Baltikum deportierten deutschen, österreichischen und tschechoslowakischen Juden. Hrsg. vom „Volksbund Deutsche Kriegsgräberfürsorge e. V.“ und dem „Riga-Komitee der Deutschen Städte“ gemeinsam mit der Stiftung „Neue Synagoge Berlin – Centrum Judaicum“ und der Gedenkstätte „Haus der Wannsee-Konferenz“. 2 Bände, Saur, München 2003, ISBN 3-598-11618-7 (siehe die Rezension bei HSK).

## Nachlass
- Nachlass im Bundesarchiv
- Nachlass Bundesarchiv N 1695